# Powstanie Nalewajki
Powstanie Nalewajki – drugie powstanie kozacko-chłopskie pod wodzą Semena Nalewajki przeciw Rzeczypospolitej w latach 1594–1596.
Powstanie wywołane przez powracającego z Węgier, byłego dowódcę kozaków księcia Konstantego Wasyla Ostrogskiego, Semena Nalewajkę (pomoc Habsburgom przeciw Turcji), którego bezpośrednią przyczyną była zemsta za śmierć ojca zamordowanego przez szlachcica Marcina Kalinowskiego. Głównymi przyczynami były jednak: zakaz samowolnego występowania przeciw Turcji (aby nie sprowokować wojny) oraz rosnące sprzeczności między szlachtą a masami chłopskimi. Przyczyną pośrednią była nienawiść do polskich panów. Powstańcy planowali zdobyć Kraków oraz rozbić i wytracić stan szlachecki. Celem wyprawy na Kraków miało być wciągnięcie do walki polskich chłopów. Powstanie podtrzymywane było przez księcia Ostrogskiego, który pragnął uniemożliwić ratyfikację unii brzeskiej podporządkowującej cerkiew prawosławną zwierzchnictwu papieża na terenie Rzeczypospolitej.
Powstanie, które wybuchło latem 1594, zostało wsparte przez hetmanów kozackich: Hryhorija Łobodę oraz Macieja Szułę i objęło duże obszary dzisiejszych ziem środkowej Ukrainy i południowo-wschodniej części Wielkiego Księstwa Litewskiego. Powstańcy, do których oprócz Kozaków przystąpili chłopi, a nawet mieszczanie, zaatakowali m.in. dobra Zamoyskich w Szarogrodzie, splądrowali dobra popierających unię brzeską Hipacego Pocieja i Cyryla Terleckiego. Po blisko dwóch latach walk oddziały kozackie zostały oblężone nieopodal Łubniów nad rzeką Sułą przez wojsko koronne pod komendą hetmana polnego koronnego Stanisława Żółkiewskiego. W trakcie oblężenia obozu zabito podejrzewanego o zdradę Łobodę, a zdesperowani kozacy wydali Nalewajkę Żółkiewskiemu. Przywódcę powstania stracono w Warszawie w 1597.